# 이창희 (가수)
이창희(1969년 11월 2일 ~)은 대한민국의 남자 가수이다.

## 학력
- 중앙대학교 사범대학 부속고등학교 (졸업)
- 서울예술전문대학 실용음악과 보컬 전공 전문학사 (졸업)